# Bahnhof Berlin-Spandau
Bahnhof Berlin-Spandau er en jernbanestation beliggende i den vestlige bydel Spandau i Berlin, Tyskland.
Stationen, der tidligere blev kaldt Spandau West, ligger i nærheden af Spandauer Altstadt og Rathaus Spandau. Den er den vestlige endestation på S-Bahn-linjerne S75 og S9, ligesom flere regionaltog og langdistancetog standser ved stationen, der også er et vigtigt knudepunkt for bustrafikken i den vestlige bydel.